# Евлашовский, Фёдор Михайлович
Фёдор Миха́йлович Евлашо́вский (Евлашевский; бел. Фёдар Міхайлавіч Еўлашоўскі, Хвёдар Еўлашэўскі; 7 февраля 1546, Ляховичи, ныне Брестская область — после 1616) — белорусский мемуарист.
Новогрудский шляхтич, участник Ливонской войны. В 1566 г. принял кальвинизм. Был помощником судьи в Новогрудке, представлял новогрудскую шляхту в варшавском сейме.
Воспоминания (бел. «Успаміны»; 1603—1604) Евлашовского — ценный источник сведений об истории и быте белорусской знати второй половины XVI века. Написаны на старобелорусском языке с заметным влиянием тогдашнего польского.
Евлашовскому приписывается авторство термина «Золотой век белорусской истории», высказанного в адрес первых семидесяти лет XVI века.